# Axioma van construeerbaarheid
In de verzamelingenleer, een deelgebied van de wiskunde, is het axioma van construeerbaarheid een van de mogelijke axioma's uit de verzamelingenleer. Het axioma stelt dat iedere verzameling met een voorschrift bestaat. Het wordt meestal geschreven als {\displaystyle V=L}, waarin {\displaystyle V} het von Neumann-universum en {\displaystyle L} het construeerbaar universum aanduidt.
Het axioma komt met de intuïteve verzamelingenleer overeen, die door Georg Cantor in de tweede helft van de 19e eeuw is geformuleerd. Het bleek door de russellparadox dat die verzamelingenleer inconsistent was. 